# Ranoidea
Ranoidea — надродина безхвостих земноводних з підряду Neobatrachia.

## Опис
Представники цієї групи характеризуються тим, що грудний пояс зрощений в єдине ціле без видих ребер, і вони використовують пахвове пасмо під час амплексуса (псевдокопуляції). Личинки мають єдине бризкальце з лівого боку і складний ротовий відділ.

## Класифікація
Надродина включає 15 родин:
- Жаби-верескуни (Arthroleptidae)
- Рогаті жаби (Ceratobatrachidae)
- Conrauidae
- Dicroglossidae
- Жаби-стрибунці (Hyperoliidae)
- Карликові райки (Microhylidae)
- Micrixalidae
- Nyctibatrachidae
- Petropedetidae
- Phrynobatrachidae
- Ptychadenidae
- Pyxicephalidae
- Жаб'ячі (Ranidae)
- Ranixalidae
- Веслоногі (Rhacophoridae)